# 磁器口駅 (重慶市)
磁器口駅は、中華人民共和国重慶市沙坪垻区に位置する重慶軌道交通1号線の駅。駅番号は117

## 歴史
- 2012年12月20日 開業

## 駅構造

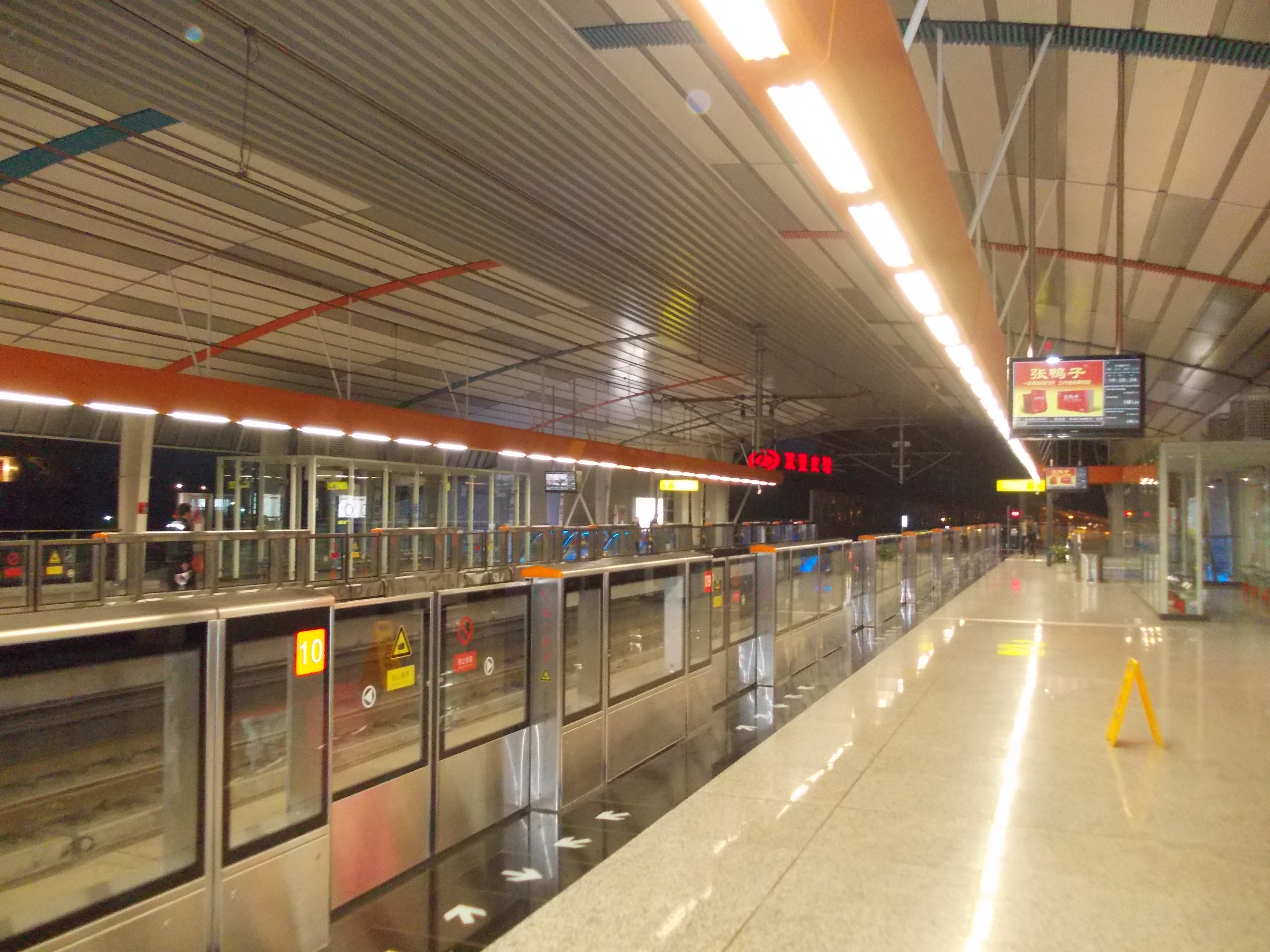
ホーム

相対式の2面2線の駅である
|          | 右側のドアが開く |      |   |        |
| 至朝天門 | ←                | 上り | ← |        |
|          | →                | 下り | → | 至璧山 |
|          | 右側のドアが開く |      |   |        |

- ホーム